# Jürgen Schütz
Pour les articles homonymes, voir Schutz.
Ne doit pas être confondu avec Jürgen Schütze.
Jürgen Schütz, né le 1er juillet 1939 et mort le 19 mars 1995 d'un cancer du larynx, est un joueur de football international allemand. Il passe quatre saisons en Bundesliga avec le TSV 1860 Munich et le Borussia Dortmund. Schütz représente également l'Allemagne lors de six matchs amicaux.

## Biographie

### Carrière en club
Schütz joue en Allemagne et en Italie. Il inscrit plus de 100 buts en championnat. Il marque 26 buts lors de la saison 1960-1961 avec le Borussia, ce qui constitue sa meilleure performance.
Il participe à la Coupe des villes de foires avec les clubs de l'AS Rome, du Torino, et du TSV 1860 Munich. Il est quart de finaliste de cette compétition en 1964 avec la Roma. A cette occasion, il inscrit un doublé en quart contre le FC Cologne.

### Carrière en équipe nationale
Schütz reçoit six sélections en équipe d'Allemagne entre 1960 et 1963, inscrivant deux buts.
Il joue son premier match en équipe nationale le 23 mars 1960, contre le Chili (victoire 2-1 à Stuttgart). Le 23 décembre 1962, il inscrit un doublé contre la Suisse à Karlsruhe, pour une large victoire sur le score de 5-1. Il reçoit sa dernière sélection le 5 mai 1963, contre le Brésil (défaite 1-2 à Hambourg).

## Palmarès
- Champion d'Allemagne en 1963 avec le Borussia Dortmund
- Finaliste de la Coupe d'Allemagne en 1963 avec le Borussia Dortmund
- Vainqueur de la Coupe d'Italie en 1964 avec l'AS Rome